# Goldbach (Ilmtal-Weinstraße)
Goldbach ist ein Ortsteil der Landgemeinde Ilmtal-Weinstraße im Landkreis Weimarer Land in Thüringen.

## Lage
Goldbach liegt im Städtedreieck Weimar, Apolda und Buttstädt östlich von Liebstedt im Südosten des Thüringer Beckens in einer flachen Talmulde des Kleinen Ettersberges.

## Geschichte
1124 wurde die urkundliche Ersterwähnung dieses Ortsteils im Urkundenbuch Erzbist. Magdeburg 210 eingetragen. Der landwirtschaftlich geprägte Ort besitzt einen Pferdehof. Bis zum 31. Dezember 2013 gehörte Goldbach jahrzehntelang zur Gemeinde Liebstedt, zu diesem Datum wurde es aus der Gemeinde ausgegliedert, weil die Verwaltungsgemeinschaft Ilmtal-Weinstraße in die Landgemeinde Ilmtal-Weinstraße überging. Goldbach erhielt wieder Ortsteilstatus.